# Negaso Gidada
Negaso Gidada (Dembidolo, 3 de septiembre de 1943-27 de abril de 2019) fue un político etíope perteneciente a la etnia oromo. Fue presidente de Etiopía de 1995 a 2001, tras el ascenso de su predecesor, Meles Zenawi, al cargo de primer ministro después de las primeras elecciones democráticas del país. Fue sustituido por Girma Wolde-Giorgis tras las elecciones de 2001.

## Biografía
Se doctoró en historia por la universidad de Fráncfort en 1984. Su tesis doctoral sobre historia oromo ha sido publicada con el título History of the Sayyoo Oromoo of Southwestern Wallaga, Ethiopia, from about 1730 to 1886, Mega Printing Enterprise, Addis Abeba, 2001.